# Timbó Grande
Timbó Grande é um município brasileiro do Estado de Santa Catarina.

## História
O povoamento de Timbó Grande teve início com a vinda das famílias Alves de Almeida, Castro e Matos.
Os primeiros habitantes do município foram os indígenas dos grupos Caingangues, conhecidos como coroados e os Xoklengs, conhecidos como bugres ou botocudos que eram nômades e moravam em malocas (choupanas de pau-a-pique, cobertas de palha) e se alimentavam de caça, pesca e frutos da terra.
Os primeiros imigrantes que vieram para a região foram italianos, alemães e famílias polonesas. O povo Timbó-grandense é uma mistura de várias raças, inclusive a indígena.
O nome do município deve-se à existência de grande quantidade de Timbó que é um cipó que os indígenas utilizavam em suas pescarias. A palavra "Grande" foi acrescentada para diferenciar este município do já existente próximo a Blumenau.
Há poucos registros sobre a história de Timbó Grande. Um fato marcante aconteceu em 17 de dezembro de 1915, quando, em plena Guerra do Contestado, o lugar foi atacado por jagunços, existindo vários deles enterrados no cemitério Santa Maria.
Timbó Grande foi vila de Curitibanos e depois passou a ser distrito de Santa Cecília, do qual se emancipou em 26 de abril de 1989 tendo o município sido oficialmente instalado em 1 de Janeiro de 1990.

## Geografia
O município de Timbó Grande está a uma altitude de 925 m em relação ao nível do mar e latitude 26º36`54" - longitude 51º 06`06", Planalto Norte Catarinense, microrregião de Canoinhas, a 457 km de Florianópolis, tem o clima mesotérmico úmido, com verão fresco e temperatura média de 15,8 °C. Seu relevo tem grande predominância de planalto, portanto existem vários vales, serras, rios e uma vegetação que transformam o município numa paisagem natural, destacando-se pelo número de araucárias ou pinheiro-do-paraná, que é uma das espécies que estão na lista de ameaçadas à extinção, além de uma grande área de reflorestamento de pinus e eucaliptos. Sua área territorial tem uma extensão de 596,94 km².

## Hidrografia
O principal rio que banha a cidade é o Rio Timbó inserido na bacia hidrográfica do Rio Iguaçu.
No seu território também correm: 
- Rio Caçador Grande
- Rio Cachoeira
- Rio Tamanduá (rio que faz a divisa com Canoinhas)

## Cidades Próximas
Caçador, Canoinhas, Lebon Régis, Calmon, Matos Costa, Santa Cecília, Major Vieira, Porto União, Bela Vista do Toldo, Irineópolis.

## Educação
O Centro do Município conta com duas unidades escolares, sendo uma municipal, Escola Municipal de Educação Básica Gleides Rodrigues, e uma estadual, Escola de Educação Básica Machado de Assis, e a escola especial (APAE) Zeno de Souza Matos. E na Vila Buriti a unidade estadual, Escola de Educação Básica Serafina Fontana Bonet.

## Economia
O município ainda tem muitas atividades agrárias. Grande parte do seu território é coberto por áreas de reflorestamento de pinus e eucalipto que na sua maioria pertencem à propriedade privada. Destas destacam-se as empresas Compensados e Laminados Lavrasul S/A e Bonet Madeiras e Papéis Ltda que empregam muitas pessoas da cidade.

## Principais Localidades
- Vila Buriti
- Boi Preto
- Vaca Branca
- Cachoeira
- Santa Maria
- Nossa Senhora Aparecida
- Tamanduá
- Perdiz Grande
- Cristo Rei
- Antinha
- Fazenda Diamante

## Turismo
As opções de lazer são modestas e os únicos pontos para visitação são: o Salto, queda d’água localizada numa área de reflorestamento e a Área de Lazer Alceu Kern.

## Acessos
O principal acesso é a SC-478, a partir da BR-116. E também, ligações com as cidades de Caçador, Bela Vista do Toldo, Calmon, Lebon Régis, Major Vieira, sendo todas estradas de chão.